# 塞温·阿迪贡
莫里亚姆·塞温·阿迪贡（英語：Moriam Seun Adigun，1987年1月3日—），通称塞温·阿迪贡，尼日利亚裔美国人，生于美国伊利诺伊州芝加哥，女子田径、雪车运动员，拥有美国、尼日利亚双重国籍，2012年夏季奥林匹克运动会、2018年冬季奥林匹克运动会选手。作为径赛选手，她三次夺得尼日利亚冠军，两次夺得非洲冠军，曾参加世界田徑錦標賽、世界室內田徑錦標賽、英联邦运动会。2012年伦敦奥运会后，她结束田径生涯，后来转向雪车。她与朋友创办了尼日利亚雪车国家队，晋级2018年韩国平昌冬季奥运会。她们的队伍成为了冬季奥林匹克运动会雪车比赛项目上首支非洲国家代表队。塞温·阿迪贡也成为了首位参加过夏季、冬季奥林匹克运动会两项赛事的非洲运动员。
塞温·阿迪贡会讲英语、西班牙语、约鲁巴语，可以阅读阿拉伯语。亦有媒体将她的名字译为苏恩·阿迪根、森·阿迪贡。

## 生平
塞温·阿迪贡生于美国伊利诺伊州芝加哥北区。她患有心跳过速，13岁时动过手术但很快复发。她早先就读于埃文斯顿镇高中。高中二年级中段，她随家人搬到了芝加哥以南的格倫伍德，因此转学到了霍姆伍德-弗罗斯穆尔高中。读高中时，她打篮球、参加径赛。由于短跑、跨栏能力更为突出，她从高中三年级开始专注径赛。
2005年，她进入休斯敦大学读本科。2008年秋天，因心跳过速，她再次接受了手术。读本科的四年里，她为休斯敦大学女子田径队参赛，曾在2009年国家大学体育协会室外田径锦标赛获铜牌。本科毕业时，她获得运动科学学士学位。此外，本科期间她还辅修了心理学。
本科毕业后，她在休斯敦大学田径队担任跨栏教练。她继续在休斯敦大学学习，2011年获教育学硕士学位。同时，她代表尼日利亚参加了100米跨欄、4×100米接力等项目。她三次夺得尼日利亚冠军，两次夺得非洲冠军（2010年非洲田径锦标赛冠军、2011年非洲运动会冠军）。2009年世界田径锦标赛上，她进入了100米跨欄四分之一决赛、4×100米接力半决赛。2010年世界室內田徑錦標賽，她进入四分之一决赛。2010年英联邦运动会上，她同时进入了100米跨欄和4×100米接力两个项目的决赛。2011年世界田徑錦標賽上，她再次进入100米跨欄四分之一决赛。2012年世界室內田徑錦標賽上，她取得第八名，并在晋级过程中创下8.07秒的个人最好成绩纪录。2012年夏季奥林匹克运动会赛前五个月时，她的左腿出现伤情。她带病参加了奥运会100米跨栏项目，没有晋级决赛。
2012年伦敦奥运会过后，塞温·阿迪贡决定结束自己的田径生涯。2014年5月，她辞去了休斯敦大学田径队教练的职务。她进入德克萨斯脊椎指压疗法学院继续学业。六个学期之后，她申请了休斯顿大学清湖分校的双学位项目。2017年12月，她获得了德克萨斯脊椎指压疗法学院博士学位、休斯顿大学清湖分校运动与健康科学硕士学位。
塞温·阿迪贡有一些由径赛运动转向雪车运动的朋友。受朋友影响，她决定试一试雪车。2015年5月，她开始为美国国家队的选拔赛做准备。为了练习，她在休斯敦的家中自制了一架雪橇。选拔赛通过后，她接受了刹车手位置的训练。
她原本有希望获得美国国家队的位置，但她转而决定代表尼日利亚参赛，自己组建一支尼日利亚雪车国家队。此前，尼日利亚从未参加过冬季奥林匹克运动会。她邀请两位朋友恩戈齐·奥乌梅雷和阿库奥玛·奥美奥加一起参与。恩戈齐·奥乌梅雷、阿库奥玛·奥美奥加与塞温·阿迪贡同是尼日利亚裔美国人，此前也都是田径运动员。三人在休斯敦的车库里自制了一架雪车，进行训练。三人一起创办了尼日利亚雪车联合会。塞温·阿迪贡为训练等事务花掉了一万美元。为解决资金问题，三人拍摄了跳舞视频上传到互联网，发起众筹，希望凑足15万美元的经费。众筹最终大约得到了7.5万美元的资金。她们同Visa公司、Under Armour、Beats等赞助商签约继续募资。塞温·阿迪贡与队友成功通过一系列预选赛，拿到了韩国平昌2018年冬季奥运会的参赛资格。她们的队伍成为了第一支参加冬季奥林匹克运动会雪车比赛的非洲国家代表队。她们三人加上西米德莱·阿戴博组成了尼日利亚首个冬季奥林匹克运动会代表团。2018年冬季奥林匹克运动会雪车比赛中，塞温·阿迪贡担任舵手，她与队友们的成绩位列20支队伍的第19位（比赛结束时她们排在第20位。赛后，原本排名第12位的俄罗斯奥林匹克代表团选手娜杰日达·谢尔盖耶娃禁药曲美他嗪阳性被取消成绩，尼日利亚队成绩上升至第19位）。她成为了参加过冬季奥运会、夏季奥运会两项赛事的第一位非洲选手。

## 家庭
塞温·阿迪贡的父亲是科拉沃莱·阿迪贡（Kolawole Adigun），母亲是西基·阿迪贡（Siki Adigun）。她的父母都出生、成长于尼日利亚。塞温·阿迪贡是退役NBA球星哈基姆·奥拉朱旺的外甥女。塞温·阿迪贡有一个哥哥、两个弟弟，还有一个已经去世的妹妹。她的妹妹阿梅济·阿迪贡（Amezee Adigun）患有先天性鐮刀型細胞貧血症，2009年死于交通事故。